# Welterbe Dolomiten
Am 26. Juni 2009 wurden die Dolomiten durch die UNESCO als serielles Weltnaturerbe anerkannt.

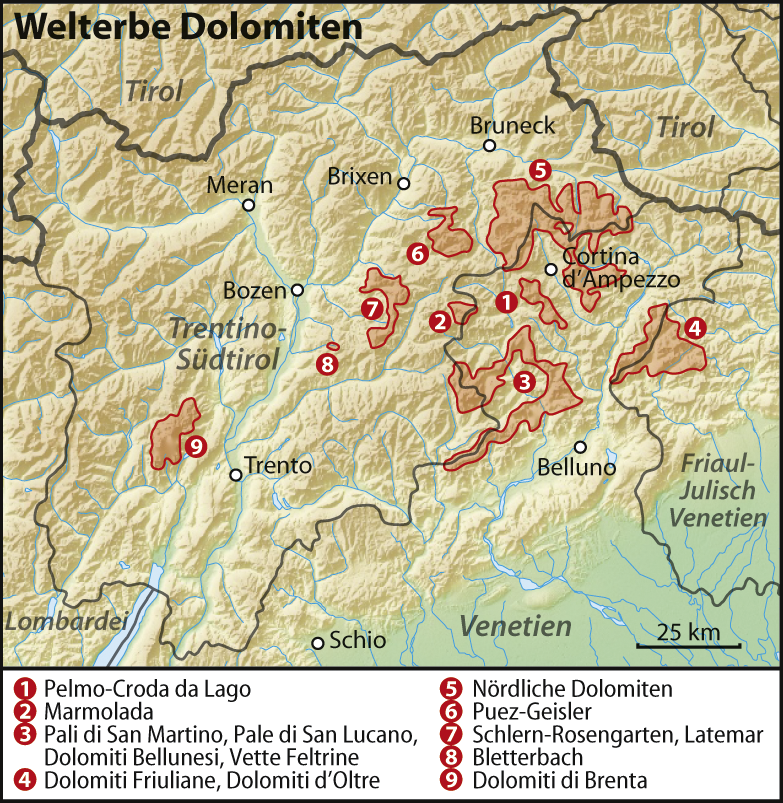
Karte des Welterbes Dolomiten

Die neun Teilgebiete bilden eine Serie einzigartiger Gebirgslandschaften von außergewöhnlicher Schönheit.
Die erhabenen, monumentalen und farbenreichen Landschaften der Dolomiten haben seit jeher eine Vielzahl an Reisenden fasziniert und waren die Quelle zahlreicher wissenschaftlicher und künstlerischer Interpretationen.
Im Einzelnen wurden eingelistet:
- Pelmo-Croda da Lago (BL)
- Marmolada (BL, TN)
- Pale di San Martino, Pale di San Lucano, Belluneser Dolomiten und Vette Feltrine (BL, TN)
- Friauler Dolomiten und Dolomiti d’Oltre Piave (BL, PN, UD)
- Nördliche Dolomiten (BZ, BL)
- Puez-Geisler (BZ)
- Schlern-Rosengarten, Latemar (BZ, TN)
- Bletterbach (BZ)
- Dolomiti di Brenta (TN)

Die Kernfläche beträgt 141.910 Hektar, hinzu kommen 89.266 Hektar Pufferzone. Alle Flächen waren bereits vorher als Nationalpark, Naturpark oder Natura 2000 Gebiete geschützt.
Nicht gelistet sind die Sellagruppe, Langkofelgruppe und die Bosconero-Gruppe, jedoch haben sich die Gemeinden St. Christina in Gröden, Wolkenstein und St. Ulrich in einem gemeinsamen Schreiben für die Aufnahme der symbolisch so stark in den Medien wirkenden Langkofel, Plattkofel und Sellagruppe in das offizielle Welterbe ausgesprochen.
Da sich das geschützte Objekt auf 5 italienische Provinzen erstreckt, wurde eine Stiftung Dolomiten UNESCO gegründet. Der von den Provinzen gewählte Verwaltungsrat hat u. a. die Aufgabe, die rechtlichen Bedingungen zu vereinheitlichen, eine Versammlung von Fördermitgliedern soll die Gemeinden und die Verwaltungen der bestehenden Schutzgebiete einbinden. Weiter soll auch ein wissenschaftlicher Beirat gebildet werden. Der formale Sitz der Stiftung wird Belluno, der Sitz der Geschäftsführung soll alle drei Jahre zwischen den Provinzen wechseln.